# Florence Ngala
Florence Ngala   (Manhattan, 1995) Florence "Flo" Ngala és una fotògrafa i fotoperiodista afroamericana coneguda per la seva fotografia de carrer, de celebritats i de retrats. El treball de Ngala ha aparegut a les portades de The New York Times, Billboard (revista) i Essence (revista). El 2022, es va convertir en la primera dona negra encarregada per Vogue (revista) de fotografiar la Gala MET.
Ngala ha fotografiat Stacey Abrams, Sarah Jessica Parker, Method Man i Wizkid. Va començar la seva carrera com a fotògrafa personal de Cardi B. Ngala és guanyadora de Forbes 30 Under 30 2023 per Art & Style.

## Biografia
Nascuda a Harlem, Nova York, Ngala és una dels quatre fills de Thomas i Tina Ngala. Els seus pares són de Nigèria i Camerun, i van dirigir la seva pròpia perruqueria i trenat de cabells a Harlem des dels anys noranta fins als 2000. Ngala atribueix l'exposició primerenca a "l'emprenedoria... un bell art i l'excel·lència negra" a Harlem com a inspiració clau per a la seva incursió inicial en la fotografia.

### Patinatge artístic a Harlem
Des dels 6 anys fins que es va graduar a l'escola secundària, Ngala va practicar el patinatge artístic a Figure Skating, organització sense ànim de lucre a Harlem on es va convertir en capitana del primer equip sincronitzat. Mentre era estudiant, Ngala va fotografiar als seus companys d'equip i gairebé una dècada més tard, durant la seva carrera fotogràfica, va capturar el patinatge artístic a Harlem per un assaig fotogràfic de The New York Times.

### Autoretrats
Els primers intents fotogràfics i l'educació de Ngala van explorar l'autoretrat. "Una gran part d'entendre com utilitzar la càmera i descobrir què li agradava del mitjà va ser fer autoretrats". Mitjançant capes d'expressions i postures, Ngala "va aprendre a disparar a altres persones fent-se fotos d'ella mateixa".

### Educació
Ngala va estudiar a la Horace Mann School de 2008 a 2013. En aquesta escola, als 13 anys, va participar en la seva primera classe de fotografia. A Horace Mann va realitzar autoretrats i fotografia de carrer, graduant-se amb el Premi a l'Excel·lència en Arts Visuals. El seu estil mentre estudiava es va influenciar per l'ús de la xarxa social Tumblr "estar-hi tant com a adolescent em va ajudar a convertir-me en fotògraf... Estava donant voltes a una feina tan bona.” El 2015, un primer autoretrat es va fer viral al lloc.
Després de l'escola secundària, Ngala va estudiar al City College de Nova York i es va graduar Cum Laude amb una llicenciatura en Ciències de Comunicació. Mentre estava inscrita al CCNY, Ngala va ser seleccionada com a interna per al Centre Schomburg per a la Recerca en Cultura Negra. Aquí, l'artista va tenir accés a una varietat d'imatges culturalment importants de la història negra i l'oportunitat de conèixer els estudiosos que hi van contribuir. Després de graduar-se, les seves fotografies van ser guardonades amb el primer premi en un concurs nacional i la van portar a fer pràctiques amb Droga5 a la ciutat de Nova York. Uns mesos després de les pràctiques, als 22 anys d'edat, Ngala va decidir començar a treballar a temps complet com a fotògraf.

## Carrera
L'obra de Ngala és més coneguda per referir-se a la dualitat en personatges públics i privats de celebritats. Les seves imatges representen moments “després” captats de subjectes que els espectadors consideren "reals" o "transparents".

### Música

#### Gucci Mane
El primer concert de la fotògrafa en música va arribar després d'aparèixer com a extra al vídeo musical de "All the Way Up (cançó de Fat Joe i Remy Ma)". Un productor executiu del vídeo la va veure en imatges darrere les escenes al plató i va connectar Ngala amb el segell Atlantic Records, treball principal amb el músic Gucci Mane a Nova York després del seu alliberament de la presó el 2016.

#### Cardi B
El 2017, Ngala va rebre l'encàrrec de fotografiar la primera actuació televisiva en directe de Cardi B als Premis BET 2017. Va passar a ser fotògrafa personal del raper en les primeres etapes de la seva carrera. A la cobertura de Ngala s'inclouen imatges darrere de les escenes de Cardi preparant-se per a The Met Gala, aparicions a espectacles i al plató de vídeos rècords com "Up" i " WAP ft. Megan Thee Stallion ".

#### Altres celebritats
Altres fotografies de celebritats inclouen la política Stacey Abrams per a Rolling Stone, el membre de Wu-Tang Method Man per a Essence i músics com Drake, Burna Boy, Tierra Whack, Nas, Busta Rhymes, City Girls, Lil Uzi Vert i The Weeknd.

### Fotoperiodisme

#### "Quan patino, em sento lliure" / The New York Times
El 2018, Ngala va tornar a la seva l'alma mater de l'organització de patinatge artístic, sense ànim de lucre Figure Skating de Harlem, per documentar un assaig fotogràfic íntim per a The New York Times. Ngala va capturar patinadores artístiques femenines negres per un assaig fotogràfic que va aparèixer a la portada de The New York Times. Les fotografies es mostraran més tard a la seva primera exposició individual, Harlem Ice: The Select Folders a la Compére Collective Gallery de la ciutat de Nova York.

#### "Per què protestem" / Rolling Stone
Després de l'assassinat de George Floyd el 2020, Ngala es va unir a les protestes a la ciutat de Nova York protestant contra la brutalitat policial i exigint un canvi a escala mundial. Seleccions d'imatges seves es van presentar a publicacions com Rolling Stone The New York Times, GQ. A les xarxes socials, Ngala també va compartir publicacions amb fotografies seves: "Què queda per fer quan ser nosaltres mateixos sembla mereixedor de càstig de la policia? Demanant un parell de milions d'amics.”

#### Dins The Met Gala
El 2022 i el 2023, Ngala va ser convidada per Vogue per fer fotos de la gala anual del MET, convertint-se així en la primera dona negra que ho va fer en els 74 anys d'història.

### Comercial i Editorial
Ngala ha fotografiat a Simone Biles per a les campanyes Athleta, Cardi B per a Reebok, Nike Pride i Black History, així com treballs per a Adidas, Bank of America i altres. El 2020, Ngala va fotografiar els creadors de la sèrie documental de Netflix Self-Made : Inspired by the Life of Madame CJ Walker . Més tard va fotografiar la besnéta de Madame CJ Walker, A'Leila Bundles. L'any 2022, Ngala va fotografiar el desfile d'alta costura de Pyer Moss del dissenyador de roba Kerby Jean-Raymond a la finca de Madame CJ Walker, la primera milionària negra feta a si mateixa del país.

## Divulgació
Ngala treballa com a conferenciant a escoles on sovint parla de fotografia, desenvolupament de carrera i defensa de la dona negra a la indústria de l'entreteniment. El seu estil fotogràfic es coneix com “Flo On the Wall". A la sèrie documental Strong Black Lens de Netflix del 2022, afirma: "Crec que la manera com es perfilen les persones negres és una gran raó per la qual ser una persona negra que té una lent, que té l'oportunitat de capturar aquesta veritat, capturar aquesta integritat és realment, molt empoderadora”.
L'estil estètic de les seves fotografies està arrelat en el característic estil de Ngala de veure el món en termes d'il·luminació i com la il·luminació és crucial per capturar la brillantor innata de la pell d'un subjecte.
FOTOGRAFIES NOTABLES
- Sasha Obama amb Cardi B i Offset al Broccoli Fest 2018.[24]
- Stacey Abrams per a Rolling Stone.[12]
- Mètode Home per a l'essència.[25]
- 1r premi Grammy de Burna Boy.[26]
- Kim Kardashian, Kendall Jenner i Kylie Jenner a la Met Gala.[27]

FOTOGRAFIA PRESENTADA A:
Black Futures ', de Jenna Wortham i Kimberly Drew, editor One World, 2020, ISBN 039918113X
Ice Cold, de Vikki Tobak, editor TASCHEN, 2022, ISBN 3836584972
EXPOSICIONS
Harlem Ice a Compere Collective, 2019
Africa Fashion al V&A Museum, 2022
Been Seen Schomburg Center, 2022
PREMIS
L'any 2022, Ngala va rebre el premi Culture Creators Visual Arts Award.
El gener de 2022, Ngala va ser nomenada a la 2a Llista Anual del Premi Foot Locker en honor als "fotògrafs negres el treball dels quals mostra imatges autèntiques".
Llista Forbes 30 Under 30 2023